# Michael Abendroth
Michael Abendroth (* 29. Januar 1948 in Hamburg) ist ein deutscher Schauspieler und Theaterregisseur.

## Leben
Michael Abendroth wuchs in München auf und erhielt seine schauspielerische Ausbildung von 1965 bis 1968 am Salzburger Mozarteum. Engagements hatte er am Nationaltheater Mannheim, am Schauspiel Frankfurt, am Schauspielhaus Bochum, am Schauspielhaus Nürnberg, von 1992 bis 1996 am Staatstheater Mainz, am Wiener Theater in der Josefstadt und am Berliner Ensemble. Darüber hinaus gehörte Abendroth von 1976 bis 1978 und von 1996 bis 2009 zum Ensemble des Schauspielhauses Düsseldorf. Seit der Spielzeit 2016/17 ist er Ensemblemitglied am Volkstheater Wien.
Als Regisseur inszenierte Abendroth 1988 bei den Wallensteinfestspielen in Altdorf das Volksstück Wallenstein in Altdorf und im gleichen Jahr Szenen aus  der Wallenstein-Trilogie unter dem Titel In Wallensteins Lager, die bis 1997 auf dem Spielplan standen. Im Jahr 2000 zeichnete er für die gesamte Trilogie verantwortlich. Am Düsseldorfer Schauspielhaus setzte Abendroth Sean O’Caseys Das Ende vom Anfang in Szene.
Sein Debüt vor der Kamera gab Michael Abendroth in einer Folge der Gerichtssendung Wie würden Sie entscheiden? im Jahr 1975. Seit Beginn der 2000er Jahre ist er regelmäßig in zahlreichen Filmen und Serien wie Die Österreichische Methode, Buddenbrooks, SOKO Köln, Danni Lowinski oder verschiedenen Tatort-Folgen auf dem Bildschirm zu sehen.
Michael Abendroth lebt in Düsseldorf.

## Filmografie (Auswahl)
- 1975: Wie würden Sie entscheiden? (Fernsehserie, Folge Hausbesetzung)
- 1978: Unternehmen Rentnerkommune (Fernsehserie, Folge Der Rentnerrebell)
- 2002: Bungalow
- 2004: Kalter Frühling
- 2006: Die Österreichische Methode (Kinofilm)
- 2007: Autopiloten (Kinofilm)
- 2007: Das Geblübde (Kinofilm)
- 2008: Post Mortem – Beweise sind unsterblich (Fernsehserie, Folge Tod im OP)
- 2008: Familie ist was Wunderbares
- 2008: Die Jagd nach dem Schatz der Nibelungen
- 2008: Putzfrau Undercover
- 2008: Marie Brand und die tödliche Gier (Fernsehreihe)
- 2008: Buddenbrooks (Kinofilm)
- 2008: Tatort – Brandmal (Fernsehreihe)
- 2009: Jedem das Seine (Kinofilm)
- 2009: Frau Böhm sagt Nein
- 2009: Diamantenhochzeit (Kinofilm)
- 2009: SOKO Köln (Fernsehserie, Folge Todesfahrer )
- 2009–2010: Rennschwein Rudi Rüssel (Fernsehserie, 2 Folgen)
- 2009: Tatort – Höllenfahrt
- 2010: Unter dir die Stadt (Kinofilm)
- 2010–2012: Der Schwarzwaldhof (Fernsehserie, 2 Folgen)
- 2010: Die letzten 30 Jahre
- 2010: Danni Lowinski (Fernsehserie, 2 Folgen)
- 2010: Die kommenden Tage (Kinofilm)
- 2010: Tatort – Blutgeld
- 2011: Das System – Alles verstehen heißt alles verzeihen (Kinofilm)
- 2011, 2016: Alarm für Cobra 11 – Die Autobahnpolizei (Fernsehserie, verschiedene Rollen, 2 Folgen)
- 2011: Der Staatsanwalt (Fernsehserie, Folge Liebe und Hass)
- 2011: Tatort – Eine bessere Welt
- 2012: Countdown – Die Jagd beginnt (Fernsehserie, Folge Die Illegalen)
- 2012: Das Ende einer Nacht
- 2012: Das Hochzeitsvideo (Kinofilm)
- 2013: Tatort – Er wird töten
- 2014: Wilsberg – Nackt im Netz (Fernsehreihe)
- 2014: Unter Anklage: Der Fall Harry Wörz
- 2014: Der Koch (Kinofilm)
- 2015: Wilsberg – Kein Weg zurück
- 2015: Helen Dorn – Bis zum Anschlag (Fernsehreihe)
- 2015: Bettys Diagnose (Fernsehserie, 4 Folgen)
- 2015: Rentnercops (Fernsehserie, Folge Keine ruhige Minute)
- 2015: Der verlorene Bruder
- 2016: Kommissarin Lucas – Kreuzweg (Fernsehreihe)
- 2016: Paula (Kinofilm)
- 2017: Wilsberg – Die fünfte Gewalt
- 2017: Ich war eine glückliche Frau
- 2018: Heldt (Fernsehserie, Folge Elefant vergisst nicht)
- 2020: Contra
- 2022: Laufen
- 2022: Schächten

## Hörspiele
- 1984: Schirmspringer – Autor: Carl Amery – Regie: Walter Adler
- 2004: 69 (Das Schlechte) – Autor und Regie: Igor Bauersima